# Gynoxys megacephala
Gynoxys megacephala là một loài thực vật có hoa trong họ Cúc. Loài này được Rusby mô tả khoa học đầu tiên năm 1907.